# Janusz Sok
Janusz Sok (ur. 20 września 1966 w Dębicy) – polski redemptorysta, w latach 2011–2022 przełożony prowincjalny tego zgromadzenia zakonnego, rekolekcjonista, doktor muzykologii, od 15 października 2013 do 17 października 2022 przewodniczący Konferencji Wyższych Przełożonych Zakonów Męskich.

## Życiorys
Janusz Sok urodził się 20 września 1966 w Dębicy. Po ukończeniu szkoły średniej studiował na kierunku filozofii przyrody na Katolickim Uniwersytecie Lubelskim. W 1986 wstąpił do Zgromadzenia Redemptorystów, pierwszą profesję zakonną złożył 2 lutego 1988. Po ukończeniu studiów filozoficzno-teologicznych w Wyższym Seminarium Duchownym Redemptorystów w Tuchowie uzyskał stopień magistra teologii i przyjął święcenia kapłańskie 30 maja 1993.
Później rozpoczął studia na kierunku muzykologii kościelnej na Akademii Teologii Katolickiej (obecnie Uniwersytet Kardynała Stefana Wyszyńskiego) w Warszawie, uzyskując w 1998 r. stopień magistra muzykologii. Ukończył również Podyplomowe Studium Dyrygenckie na Akademii Muzycznej w Bydgoszczy.
Od 1998 do 2002 był wykładowcą muzyki i śpiewu kościelnego w WSD Redemptorystów w Tuchowie. W 2004 uzyskał doktorat z muzykologii na Uniwersytecie kardynała Stefana Wyszyńskiego w Warszawie na podstawie rozprawy Graduał ms. 2a z Biblioteki Sióstr Klarysek ze Starego Sącza w świetle tradycji polskiej i europejskiej.
W latach 2002–2005 był radnym nadzwyczajnym w Zarządzie Prowincji Warszawskiej redemptorystów, drugim dyrygentem chóru na Uniwersytecie kardynała Stefana Wyszyńskiego i duszpasterzem akademickim w Warszawie. Był przełożonym wspólnoty w Lublinie w latach 2004–2005.
Od 2005 do 2011 pełnił urząd ekonoma Prowincji. Podejmował także posługę misjonarza-rekolekcjonisty oraz koordynował akcję pomocy Kościołowi na Wschodzie Mission Apeal, prowadzoną przez polskich redemptorystów w USA.
Jest członkiem honorowym Stowarzyszenia Musica Sacra. Został wybrany na przelożonego Prowincji Warszawskiej Redemptorystów podczas I sesji XV Kapituły Prowincjalnej w dniu 20 stycznia 2011 na czteroletnią kadencję. W 2015 ponownie powierzono mu funkcję prowincjała. W listopadzie 2018 po raz trzeci został wybrany przełożonym redemptorystów w Polsce na lata 2019–2022. Decyzją kapituły prowincjalnej w styczniu 2023 na stanowisku przełożonego Prowincji Warszawskiej Redemptorystów zastąpił go o. Dariusz Paszyński. W 2023 został członkiem tuchowskiej wspólnoty redemptorystów. 
15 września 2013 został wybrany przewodniczącym Konferencji Wyższych Przełożonych Zakonów Męskich na trzyletnią kadencję. Jego zastępcą został prowincjał marianów ks. Paweł Naumowicz. Wyboru dokonali przełożeni 60 zakonów męskich obradujący na Jasnej Górze. 11 października 2016 został ponownie wybrany na to samo stanowisko, na trzyletnią kadencję. Jego zastępcą został prowincjał augustianów o. Wiesław Dawidowski. 15 października 2019 po raz kolejny został przełożonym KWPZM. Jego zastępcą został o. Arnold Chrapkowski, generał zakonu paulinów. Funkcję tę sprawował do 17 października 2022. 